# 이강룡
이강룡(1941년 5월 2일 ~ )은 대한민국의 성우이다. 1964년 KBS 7기로 입사했으며 한국방송 성우극회 소속.

## 주요 출연작품

### 애니메이션
- 이겨라! 승리호 (KBS)
- 날아라 태극호 (KBS) - 해설
- 인어공주 나나 (KBS)
- 빨강머리 앤 (KBS) - 해설
- 보물섬 (KBS) - 리브지 / 헌터
- 천하무적 멍멍기사 (KBS) - 리슐리외 추기경
- 욕심쟁이 오리아저씨 (89년 더빙판/KBS) - 글롬골드

### 영화
- 장미의 전쟁 (KBS)
- 줄리아 줄리아 (SBS) - 파올로 아버지
- 빅 (SBS) - 맥 밀런 (로버트 로기아)
- 레모 (KBS) - 한국인 전 사부 (조엘 그레이)
- 코쿤 (SBS) - 버니 레프코비츠 (잭 길포드)
- 우정 (KBS) - 웨이터(레오나르드 무디)
- 누구를 위하여 종은 울리나 (KBS) - 라파엘(미하일 라즘니)
- 비둘기가 날 때 (KBS) - 경찰(조 카힐)
- 네모 선장과 여인들 (KBS) - 스플렛(게리 메릴)
- 제니의 초상 (KBS) - 메튜스(세실 켈러웨이)
- 39계단 (KBS) - 메모리(와일리 왓슨)
- 할리우드 박사 (KBS)
- 사랑의 묘약 (SBS)
- 별들의 고향 (KBS)
- 달려라 청춘 (KBS)
- 25시의 추적 (KBS)